# 李保 (成汉)
李保（?—?），中国五胡十六国时代成汉皇帝李雄的儿子，李期的弟弟。
334年，他父亲李雄死后，李雄的侄子太子李班继位。李保的哥哥李越杀死李班，拥立李期为皇帝，李期封李越为相国、建宁王，授予大将军李寿大都督，改封汉王，都录尚书事。李保任镇西大将军、汶山郡太守；伯父李始任征东大将军，代替李越镇守江阳。李期在位时，李保无病而去世，时人疑为被毒杀。